# Polyergus lucidus

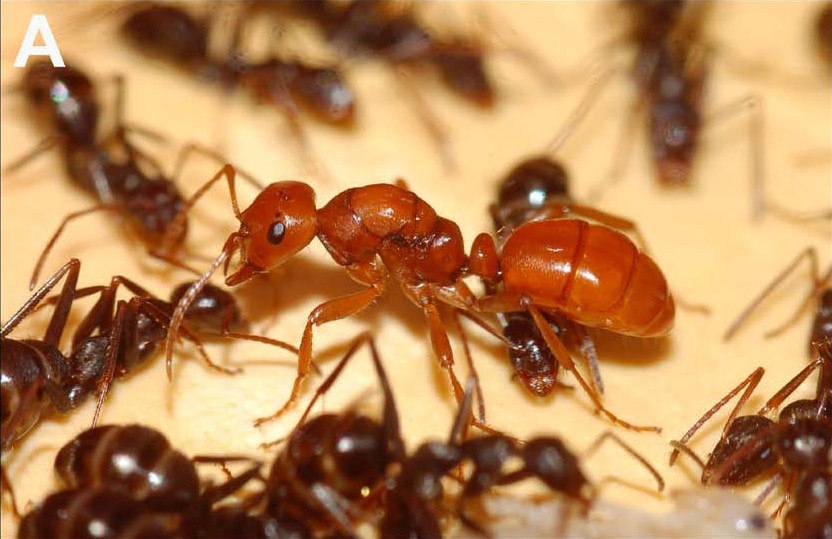
Самка Polyergus lucidus вместе с рабами Formica archboldi

Polyergus lucidus (лат.) — вид муравьёв-рабовладельцев из рода муравьёв-амазонок подсемейства Формицины.

## Описание
Муравьи красно-коричневого цвета с саблевидными (без зубцов) жвалами. Встречаются в Канаде и США. Ведут «рабовладельческий» образ жизни, используя в качестве рабов муравьёв рода Formica (Formica incerta и другие). Форма головы от субпрямоугольной до субтрапециевидной с более узкой задней частью. Тело блестящее. Длина головы (HL) 1,40—1,76 мм, ширина головы (HW) 1,38—1,76, длина скапуса усиков (SL) 1,19—1,36, головной индекс (CI) 93—100, индекс скапуса (SI) 75—91, общая длина тела (TL) 5,72—7,12 мм.
Вид был впервые описан в видовом статусе в 1870 году австрийским мирмекологом Густавом Майром (Gustav Mayr; 1830—1908).

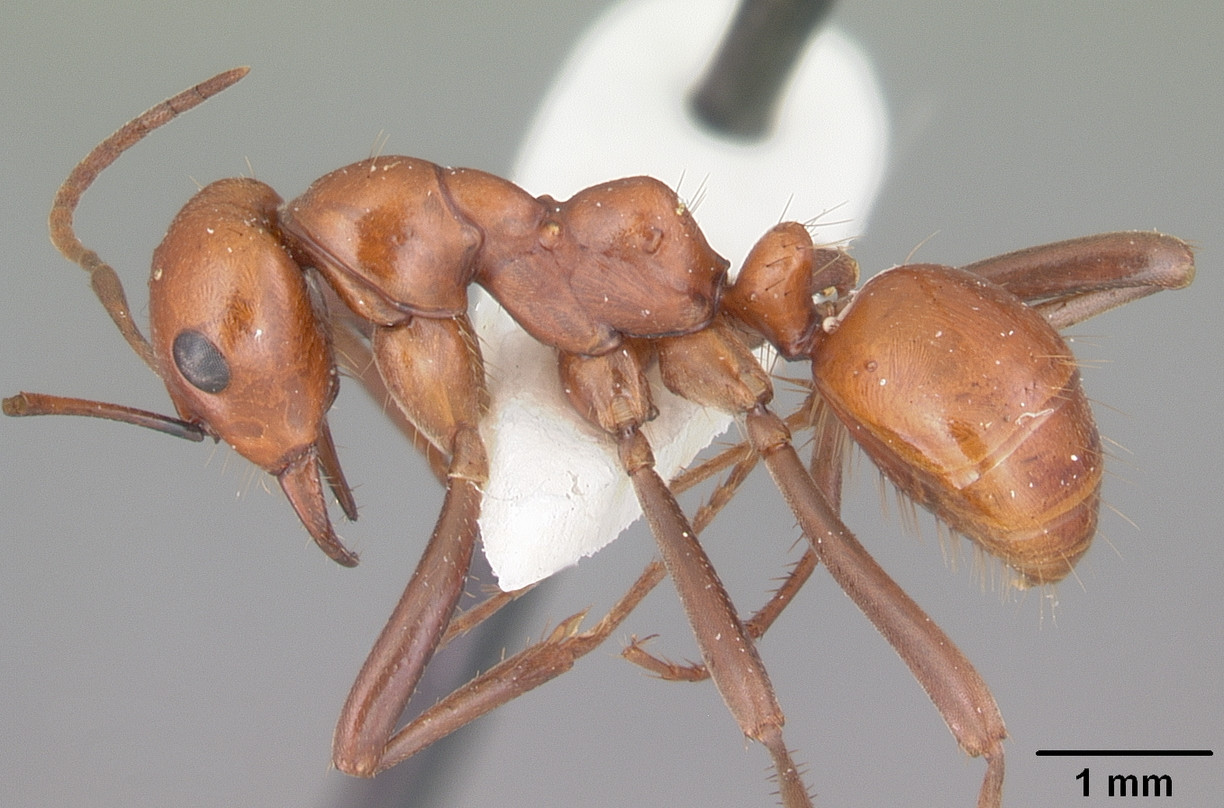
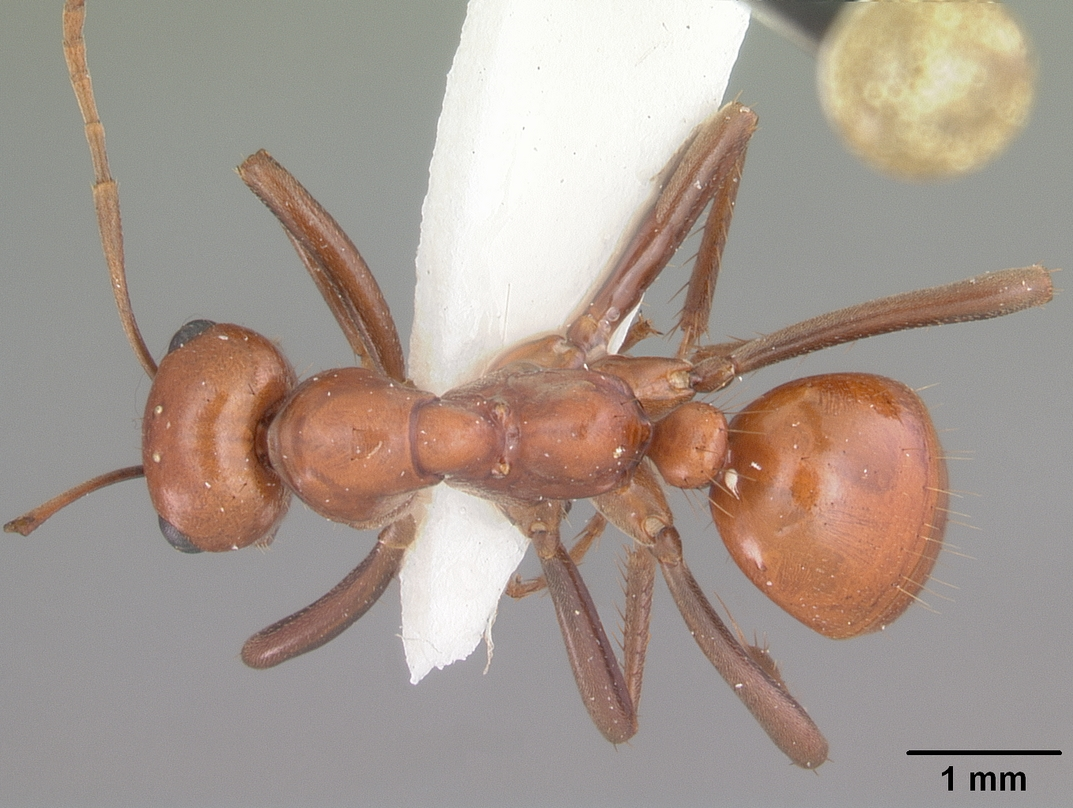
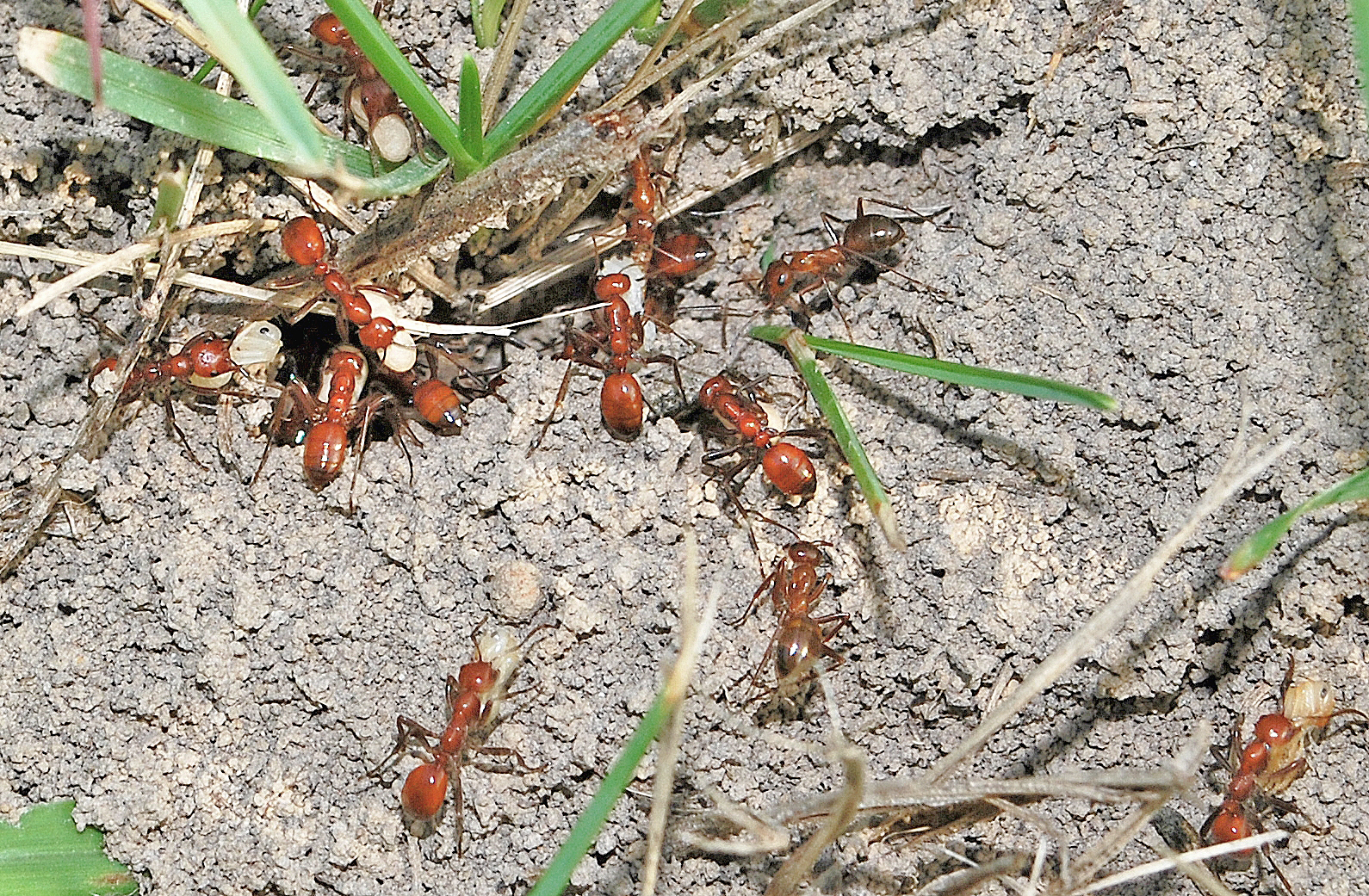